# Mistrzostwa Świata w Strzelectwie 2014
Mistrzostwa Świata w Strzelectwie 2014 – 51. edycja mistrzostw świata w strzelectwie; rozegrano je w hiszpańskiej Grenadzie.
Rozegrano 102 konkurencje, w tym 53 indywidualne i 49 drużynowych. W tej liczbie znalazło się 28 konkurencji przeznaczonych dla juniorów oraz 16 dla juniorek, pozostałe rozgrywano dla seniorów i seniorek. 
W klasyfikacji medalowej zwyciężyli Chińczycy, zaś Polacy zajęli 10. miejsce. Ogółem medale zdobyli przedstawiciele 43 reprezentacji. Gospodarze zdobyli dwa medale i znaleźli się na 27. miejscu ex aequo z reprezentacją Indii.

## Klasyfikacja medalowa
Gospodarze mistrzostw
| Pozycja | Kraj              | Złoto | Srebro | Brąz | Łącznie |
| ------- | ----------------- | ----- | ------ | ---- | ------- |
| 1       | Chiny             | 19    | 16     | 9    | 44      |
| 2       | Niemcy            | 15    | 6      | 4    | 25      |
| 3       | Rosja             | 9     | 13     | 18   | 40      |
| 4       | Włochy            | 9     | 8      | 1    | 18      |
| 5       | Francja           | 7     | 8      | 6    | 21      |
| 6       | Stany Zjednoczone | 6     | 5      | 6    | 17      |
| 7       | Finlandia         | 6     | 4      | 1    | 11      |
| 8       | Korea Południowa  | 4     | 5      | 5    | 14      |
| 9       | Norwegia          | 4     | 2      | 3    | 9       |
| 10      | Polska            | 4     | 0      | 1    | 5       |
| 11      | Szwecja           | 3     | 6      | 1    | 10      |
| 12      | Szwajcaria        | 2     | 6      | 3    | 11      |
| 13      | Ukraina           | 2     | 3      | 4    | 9       |
| 14      | Turcja            | 2     | 1      | 2    | 5       |
| 15      | Węgry             | 2     | 0      | 5    | 7       |
| 16      | Wielka Brytania   | 1     | 3      | 3    | 7       |
| 17      | Australia         | 1     | 1      | 1    | 3       |
| 17      | Słowacja          | 1     | 1      | 1    | 3       |
| 19      | Mongolia          | 1     | 1      | 0    | 2       |
| 20      | Serbia            | 1     | 0      | 2    | 3       |
| 21      | Łotwa             | 1     | 0      | 1    | 2       |
| 22      | Dania             | 1     | 0      | 0    | 1       |
| 22      | Irlandia          | 1     | 0      | 0    | 1       |
| 24      | Czechy            | 0     | 2      | 5    | 7       |
| 25      | Armenia           | 0     | 2      | 3    | 5       |
| 26      | Białoruś          | 0     | 1      | 4    | 5       |
| 27      | Hiszpania         | 0     | 1      | 1    | 2       |
| 27      | Indie             | 0     | 1      | 1    | 2       |
| 29      | Chorwacja         | 0     | 1      | 0    | 1       |
| 29      | Cypr              | 0     | 1      | 0    | 1       |
| 29      | Iran              | 0     | 1      | 0    | 1       |
| 29      | Katar             | 0     | 1      | 0    | 1       |
| 29      | Kuwejt            | 0     | 1      | 0    | 1       |
| 29      | Portugalia        | 0     | 1      | 0    | 1       |
| 35      | Estonia           | 0     | 0      | 2    | 2       |
| 35      | Korea Północna    | 0     | 0      | 2    | 2       |
| 37      | Austria           | 0     | 1      | 0    | 1       |
| 37      | Brazylia          | 0     | 0      | 1    | 1       |
| 37      | Bułgaria          | 0     | 0      | 1    | 1       |
| 37      | Chińskie Tajpej   | 0     | 0      | 1    | 1       |
| 37      | Egipt             | 0     | 0      | 1    | 1       |
| 37      | Grecja            | 0     | 0      | 1    | 1       |
| 37      | Południowa Afryka | 0     | 0      | 1    | 1       |

## Wyniki

### Mężczyźni
| Konkurencja                                          | Złoto                                                          | Wynik       | Srebro                                                           | Wynik       | Brąz                                                            | Wynik       |
| Strzelanie z karabinu                                |                                                                |             |                                                                  |             |                                                                 |             |
| Karabin małokalibrowy, trzy postawy, 50 m            | Zhu Qinan                                                      | 1180+457,2  | Siergiej Kamienski                                               | 1179+456,0  | Wital Bubnowicz                                                 | 1181+443,6  |
| Karabin małokalibrowy, trzy postawy, 50 m, drużynowo | Chiny Cao Yifei Zhu Qinan Kang Hongwei                         | 3497        | Norwegia Are Hansen Ole Magnus Bakken Ole-Kristian Bryhn         | 3495        | Rosja Nazar Ługiniec Siergiej Kamienski Fiodor Własow           | 3494        |
| Karabin małokalibrowy leżąc, 50 m                    | Warren Potent                                                  | 626,9+210,0 | Daniel Brodmeier                                                 | 625,7+208,6 | Juryj Szczarbacewicz                                            | 626,9+188,0 |
| Karabin małokalibrowy leżąc, 50 m, drużynowo         | Chiny Zhao Shengbo Lan Xing Liu Gang                           | 1870,8      | Białoruś Siarhiej Martynau Juryj Szczarbacewicz Wital Bubnowicz  | 1870,0      | Serbia Stevan Pletikosić Milenko Sebić Nemanja Mirosavljev      | 1868,4      |
| Karabin dowolny, trzy postawy, 300 m                 | Ole-Kristian Bryhn                                             | 1175        | Cyril Graff                                                      | 1175        | Odd Arne Brekne                                                 | 1174        |
| Karabin dowolny, trzy postawy, 300 m, drużynowo      | Szwajcaria Marcel Bürge Olivier Schaffter Claude-Allain Delley | 3511        | Francja Josselin Henry Cyril Graff Valérian Sauveplane           | 3506        | Norwegia Odd Arne Brekne Simon Claussen Ole-Kristian Bryhn      | 3483        |
| Karabin dowolny leżąc, 300 m                         | Valérian Sauveplane                                            | 599         | Johan Gustafsson                                                 | 598         | Michael McPhail                                                 | 598         |
| Karabin dowolny leżąc, 300 m, drużynowo              | Norwegia Stian Bogar Odd Arne Brekne Ole-Kristian Bryhn        | 1789        | Stany Zjednoczone Eric Uptagrafft Joseph Hein Michael McPhail    | 1786        | Francja Josselin Henry Cyril Graff Valérian Sauveplane          | 1784        |
| Karabin standardowy, 300 m                           | Cyril Graff                                                    | 589         | Ole-Kristian Bryhn                                               | 587         | Marcel Bürge                                                    | 585         |
| Karabin standardowy, 300 m, drużynowo                | Norwegia Odd Arne Brekne Ole-Kristian Bryhn Kim Andre Lund     | 1734        | Szwajcaria Marcel Bürge Olivier Schaffter Claude-Allain Delley   | 1734        | Francja Josselin Henry Cyril Graff Valérian Sauveplane          | 1731        |
| Karabin pneumatyczny, 10 m                           | Yang Haoran                                                    | 632,1+207,9 | Nazar Ługiniec                                                   | 627,3+206,0 | Wital Bubnowicz                                                 | 629,7+184,9 |
| Karabin pneumatyczny, 10 m, drużynowo                | Chiny Yang Haoran Liu Tanyou Cao Yifei                         | 1886,5      | Rosja Siergiej Krugłow Nazar Ługiniec Dienis Sokołow             | 1880,5      | Białoruś Wital Bubnowicz Illa Czarhiejka Juryj Szczarbacewicz   | 1874,0      |
| Strzelanie z pistoletu                               |                                                                |             |                                                                  |             |                                                                 |             |
| Pistolet centralnego zapłonu, 25 m                   | Yusuf Dikeç                                                    | 588         | Ołeksandr Petriw                                                 | 585         | Tomáš Těhan                                                     | 584         |
| Pistolet centralnego zapłonu, 25 m, drużynowo        | Ukraina Pawło Korostylow Roman Bondaruk Ołeksandr Petriw       | 1746        | Rosja Leonid Jekimow Aleksiej Klimow Anton Gurjanow              | 1737        | Brazylia Emerson Duarte Julio Almeida José Carlos Batista       | 1736        |
| Pistolet dowolny, 50 m                               | Jin Jong-oh                                                    | 583+192,3   | Jitu Rai                                                         | 565+191,1   | Pang Wei                                                        | 563+172,6   |
| Pistolet dowolny, 50 m, drużynowo                    | Chiny Wang Zhiwei Pang Wei Pu Qifeng                           | 1677 pkt.   | Korea Południowa Lee Dae-myung Jin Jong-oh Choi Yung-rae         | 1669 pkt.   | Korea Północna Kim Jong-su Kwon Tong-hyok Kim Song-guk          | 1666 pkt.   |
| Pistolet szybkostrzelny, 25 m                        | Kim Jun-hong                                                   | 584+33      | Oliver Geis                                                      | 582+30      | Li Yuehong                                                      | 584+28      |
| Pistolet szybkostrzelny, 25 m, drużynowo             | Niemcy Christian Reitz Oliver Geis Aaron Sauter                | 1745        | Czechy Martin Strnad Martin Podhráský Tomáš Těhan                | 1737        | Rosja Aleksandr Alifirienko Aleksiej Klimow Leonid Jekimow      | 1734        |
| Pistolet standardowy, 25 m                           | Yusuf Dikeç                                                    | 581         | João Costa                                                       | 577         | Christian Reitz                                                 | 573         |
| Pistolet standardowy, 25 m, drużynowo                | Ukraina Pawło Korostylow Roman Bondaruk Ołeksandr Petriw       | 1699        | Chiny Jin Yongde Li Chuanlin Ding Feng                           | 1698        | Turcja Yusuf Dikeç Fatih Kavruk Murat Kılıç                     | 1695        |
| Pistolet pneumatyczny, 10 m                          | Jin Jong-oh                                                    | 584+200,3   | Yusuf Dikeç                                                      | 582+198,0   | Władimir Gonczarow                                              | 583+178,9   |
| Pistolet pneumatyczny, 10 m, drużynowo               | Chiny Pang Wei Pu Qifeng Wang Zhiwei                           | 1750        | Korea Południowa Jin Jong-oh Kim Cheong-yong Lee Dae-myung       | 1744        | Rosja Władimir Gonczarow Władimir Isakow Siergiej Czerwiakowski | 1736        |
| Strzelanie do ruchomej tarczy                        |                                                                |             |                                                                  |             |                                                                 |             |
| Ruchoma tarcza, 10 m                                 | Emil Martinsson                                                | 578+6+6     | Zhai Yujia                                                       | 577+6+2     | Dmitrij Romanow                                                 | 588+2+6     |
| Ruchoma tarcza, 10 m, drużynowo                      | Rosja Dmitrij Romanow Maksim Stiepanow Aleksandr Iwanow        | 1717        | Chiny Zhai Yujia Xie Durun Zhang Jie                             | 1714        | Węgry László Boros József Sike Tamás Tasi                       | 1714        |
| Ruchoma tarcza, 10 m mix                             | Zhai Yujia                                                     | 390         | Emil Martinsson                                                  | 389         | Dmitrij Romanow                                                 | 387         |
| Ruchoma tarcza, 10 m mix, drużynowo                  | Rosja Dmitrij Romanow Maksim Stiepanow Aleksandr Iwanow        | 1136        | Chiny Zhai Yujia Xie Durun Zhang Jie                             | 1131        | Węgry László Boros József Sike Tamás Tasi                       | 1126        |
| Ruchoma tarcza, 50 m                                 | Łukasz Czapla                                                  | 591         | Rickard Johansson                                                | 587         | Dmitrij Romanow                                                 | 587         |
| Ruchoma tarcza, 50 m, drużynowo                      | Rosja Dmitrij Romanow Maksim Stiepanow Michaił Azarienko       | 1752        | Finlandia Tomi-Pekka Heikkilä Sami Heikkilä Krister Holmberg     | 1748        | Szwecja Rickard Johansson Emil Martinsson Niklas Bergström      | 1741        |
| Ruchoma tarcza, 50 m mix                             | Łukasz Czapla                                                  | 397         | Emil Martinsson                                                  | 394         | József Sike                                                     | 392         |
| Ruchoma tarcza, 50 m mix, drużynowo                  | Szwecja Rickard Johansson Emil Martinsson Niklas Bergström     | 1166        | Rosja Dmitrij Romanow Maksim Stiepanow Michaił Azarienko         | 1164        | Czechy Miroslav Januš Josef Nikl Bedřich Jonáš                  | 1161        |
| Strzelanie do rzutków                                |                                                                |             |                                                                  |             |                                                                 |             |
| Skeet                                                | Aleksandr Ziemlin                                              | 122+15+16   | Anthony Terras                                                   | 122+15+14   | Azmi Mihilba                                                    | 121+15+15   |
| Skeet, drużynowo                                     | Włochy Luigi Lodde Riccardo Filippelli Tammaro Cassandro       | 362         | Stany Zjednoczone Vincent Hancock Frank Thompson Dustin Perry    | 359         | Francja Anthony Terras Éric Delaunay Emmanuel Petit             | 358         |
| Trap                                                 | Erik Varga                                                     | 124+15+12   | Edward Ling                                                      | 124+14+12   | Giovanni Pellielo                                               | 124+14+15   |
| Trap, drużynowo                                      | Włochy Giovanni Pellielo Valerio Grazini Massimo Fabbrizi      | 368         | Kuwejt Fuhajd ad-Dihani Talal ar-Raszidi Abd ar-Rahman al-Fajhan | 367         | Czechy Robin Daněk David Kostelecký Jiří Lipták                 | 365         |
| Trap podwójny                                        | Joshua Richmond                                                | 143+30+30   | Antonino Barillà                                                 | 143+30+29   | Steven Scott                                                    | 143+28+27   |
| Trap podwójny, drużynowo                             | Włochy Antonino Barillà Daniele Di Spigno Davide Gasparini     | 424         | Stany Zjednoczone Joshua Richmond Jeffrey Holguin Walton Eller   | 422         | Chiny Hu Binyuan Mo Junjie Li Jun                               | 418         |

### Kobiety
| Konkurencja                                          | Złoto                                                   | Wynik       | Srebro                                                                       | Wynik       | Brąz                                                           | Wynik       |
| Strzelanie z karabinu                                |                                                         |             |                                                                              |             |                                                                |             |
| Karabin małokalibrowy, trzy postawy, 50 m            | Beate Gauß                                              | 590+456,6   | Snježana Pejčić                                                              | 586+455,1   | Malin Westerheim                                               | 585+444,7   |
| Karabin małokalibrowy, trzy postawy, 50 m, drużynowo | Niemcy Beate Gauß Barbara Engleder Eva Rösken           | 1750        | Chiny Chen Dongqi Chang Jing Zhao Huixin                                     | 1738        | Korea Południowa Jeong Mi-ra Yoo Seo-young Kim Seo-la          | 1735        |
| Karabin małokalibrowy leżąc, 50 m                    | Beate Gauß                                              | 627         | Chen Donggi                                                                  | 625         | Esmari van Reenen                                              | 625         |
| Karabin małokalibrowy leżąc, 50 m, drużynowo         | Niemcy Beate Gauß Barbara Engleder Isabella Straub      | 1869,6      | Chiny Chen Dongqi Chang Jing Yi Siling                                       | 1867,9      | Ukraina Łesia Łeskiw Natalia Kałnysz Olha Hołubczenko          | 1863,0      |
| Karabin dowolny, trzy postawy, 300 m                 | Eva Rösken                                              | 581         | Elin Ahlin                                                                   | 580         | Erin McNeil                                                    | 578         |
| Karabin dowolny, trzy postawy, 300 m, drużynowo      | Polska Sylwia Bogacka Karolina Kowalczyk Paula Wrońska  | 1717        | Szwajcaria Marina Schnider Bettina Bucher Fabienne Fügliste                  | 1707        | Estonia Anzela Voronova Liudmila Kortshagina Elena Potasheva   | 1698        |
| Karabin dowolny leżąc, 300 m                         | Charlotte Jakobssen                                     | 593         | Eva Rösken                                                                   | 592         | Anzela Voronova                                                | 591         |
| Karabin dowolny leżąc, 300 m, drużynowo              | Szwecja Marie Enqvist Anna Normann Elin Ahlin           | 1769        | Niemcy Eva Rösken Gudrun Wittmann Sandra Georg                               | 1766        | Francja Olivia Goberville Catherine Houlmont Christine Chuard  | 1753        |
| Karabin pneumatyczny, 10 m                           | Petra Zublasing                                         | 418,3+207,1 | Yi Siling                                                                    | 418,1+206,8 | Sonja Pfeilschifter                                            | 418,0+185,9 |
| Karabin pneumatyczny, 10 m, drużynowo                | Niemcy Barbara Engleder Sonja Pfeilschifter Lisa Müller | 1253,6      | Chiny Wu Liuxi Yi Siling Zhang Bin Bin                                       | 1250,5      | Serbia Andrea Arsović Ivana Maksimović Katarina Bisercić       | 1244,3      |
| Strzelanie z pistoletu                               |                                                         |             |                                                                              |             |                                                                |             |
| Pistolet sportowy, 25 m                              | Zhang Jingjing                                          | 583+16+7    | Kim Jang-mi                                                                  | 585+21+1    | Renáta Tobai-Sike                                              | 586+16+10   |
| Pistolet sportowy, 25 m, drużynowo                   | Chiny Zhang Jingjing Chen Ying Qian Wei                 | 1741        | Mongolia Cogbadrachyn Mönchdzul Otrjadyn Gündegmaa Tömörczödörijn Bajarceceg | 1739        | Korea Południowa Kim Jang-mi Kwak Yung-hye Lee Yung-eun        | 1734        |
| Pistolet pneumatyczny, 10 m                          | Jung Jee-hae                                            | 382+197,4   | Ołena Kostewycz                                                              | 384+196,7   | Wu Chia-Ying                                                   | 384+177,0   |
| Pistolet pneumatyczny, 10 m, drużynowo               | Serbia Jasna Šekarić Bobana Veličković Žorana Arunović  | 1142        | Chiny Guo Wenjun Zhang Mengyuan Zhou Qingyuan                                | 1141        | Węgry Renáta Tobai-Sike Zsofia Csonka Adrienn Nemes            | 1140        |
| Strzelanie do ruchomej tarczy                        |                                                         |             |                                                                              |             |                                                                |             |
| Ruchoma tarcza, 10 m                                 | Julia Ejdenzon                                          | 378+6+8     | Wiktoria Rybowałowa                                                          | 376+8+6     | Olga Stiepanowa                                                | 376+4+6     |
| Ruchoma tarcza, 10 m, drużynowo                      | Chiny Li Xueyan Su Li Yang Zeng                         | 1130        | Rosja Julia Ejdenzon Olga Stiepanowa Irina Izmałkowa                         | 1125        | Ukraina Wiktoria Rybowałowa Gałyna Awramenko Kateryna Samohina | 1092        |
| Ruchoma tarcza, 10 m mix                             | Su Li                                                   | 383         | Yang Zeng                                                                    | 379         | Gałyna Awramenko                                               | 377         |
| Ruchoma tarcza, 10 m mix, drużynowo                  | Chiny Li Xueyan Su Li Yang Zeng                         | 1133        | Rosja Julia Ejdenzon Olga Stiepanowa Irina Izmałkowa                         | 1105        | Ukraina Wiktoria Rybowałowa Gałyna Awramenko Kateryna Samohina | 1075        |
| Strzelanie do rzutków                                |                                                         |             |                                                                              |             |                                                                |             |
| Skeet                                                | Brandy Drozd                                            | 73+16+14    | Elena Allen                                                                  | 73+15+13    | Danka Bartekovà                                                | 73+15+14    |
| Skeet, drużynowo                                     | Wielka Brytania Elena Allen Amber Hill Sarah Gray       | 213         | Słowacja Danka Bartekovà Andrea Stranovska Monika Stibrava                   | 213         | Stany Zjednoczone Brandy Drozd Kim Rhode Haley Dunn            | 212         |
| Trap                                                 | Katrin Quooß                                            | 73+15+13    | Fatima Galvéz                                                                | 72+15+12    | Catherine Skinner                                              | 72+12+13    |
| Trap, drużynowo                                      | Niemcy Katrin Quooß Jana Beckman Christiane Göhring     | 214         | Włochy Deborah Gelisio Jessica Rossi Silvana Stanco                          | 213         | Hiszpania Fatima Galvéz Eva-Maria Clemente Maria Quintanal     | 209         |

### Juniorzy
| Konkurencja                                          | Złoto                                                           | Wynik       | Srebro                                                          | Wynik       | Brąz                                                                | Wynik       |
| Strzelanie z karabinu                                |                                                                 |             |                                                                 |             |                                                                     |             |
| Karabin małokalibrowy, trzy postawy, 50 m            | Andre Link                                                      | 1171+456,1  | Alexis Raynaud                                                  | 1171+455,7  | Gernot Rumpler                                                      | 1172+443,9  |
| Karabin małokalibrowy, trzy postawy, 50 m, drużynowo | Francja Alexis Raynaud Emilien Chassat Brian Baudouin           | 3498        | Niemcy Andre Link Johannes Früh Maximilian Dalinger             | 3483        | Szwajcaria Christoph Dürr Manuel Lüscher Patrick Hunold             | 3478        |
| Karabin małokalibrowy leżąc, 50 m                    | Christoph Kaulich                                               | 629,3+207,6 | Alexis Raynaud                                                  | 624,9+207,6 | Marcin Majka                                                        | 619,3+185,6 |
| Karabin małokalibrowy leżąc, 50 m, drużynowo         | Niemcy Christoph Kaulich Andre Link Mario Nittel                | 1856,6      | Francja Alexis Raynaud Emilien Chassat Brian Baudouin           | 1855,8      | Rosja Jewgienij Iszczenko Jewgienij Panczenko Ilia Gołowiznin       | 1847,0      |
| Karabin pneumatyczny, 10 m                           | Władimir Masliennikow                                           | 622,8+206,8 | Hraczik Babajan                                                 | 624,9+205,7 | Jewgienij Panczenko                                                 | 623,0+185,3 |
| Karabin pneumatyczny, 10 m, drużynowo                | Francja Lorenzo Buffard Alexis Raynaud Brian Baudouin           | 1869,6      | Chiny Wang Ce Wu Peng Zhao Zhonghao                             | 1867,2      | Rosja Jewgienij Iszczenko Władimir Masliennikow Jewgienij Panczenko | 1866,7      |
| Strzelanie z pistoletu                               |                                                                 |             |                                                                 |             |                                                                     |             |
| Pistolet dowolny, 50 m                               | Andriej Poczepko                                                | 546+193,6   | Dario Di Martino                                                | 560+190,1   | Zhang Bowen                                                         | 551+169,7   |
| Pistolet dowolny, 50 m, drużynowo                    | Chiny Wu Jiayu Zhang Bowen Zhang Hao                            | 1631        | Rosja Aleksandr Bassariew Andriej Poczepko Jewgienij Borowoj    | 1628        | Korea Południowa Choi Su-yeol Choe Bo-ram Kang Tae-young            | 1607        |
| Pistolet szybkostrzelny, 25 m                        | Jean Quiquampoix                                                | 570+28      | Aleksandr Marczew                                               | 571+25      | Park Jung-woo                                                       | 570+21      |
| Pistolet szybkostrzelny, 25 m, drużynowo             | Chiny Zhang Tianshuai Wang Xinyu Cao Heyuan                     | 1719        | Korea Południowa Park Jung-woo Kim Sei-jun Lee Kyung-won        | 1701        | Rosja Aleksandr Marczew Władisław Czudotworow Wiaczesław Pierełygin | 1684        |
| Pistolet standardowy, 25 m                           | Alexander Chichkov                                              | 563         | Dario Di Martino                                                | 561         | Pardeep Pardeep                                                     | 561         |
| Pistolet standardowy, 25 m, drużynowo                | Mongolia Ganbaatar Bujanbaatar Ojun Tuguldur Szirgal Bujandzaja | 1660        | Szwajcaria Andreas Riedener Frederik Zurschmiede Simon Liesch   | 1651        | Chiny Cao Heyuan Wang Xinyu Zhang Tianshuai                         | 1650        |
| Pistolet dowolny, 25 m                               | Alexander Chichkov                                              | 587         | Dario Di Martino                                                | 579         | Jang Ji-won                                                         | 578         |
| Pistolet dowolny, 25 m, drużynowo                    | Chiny Zhang Tianshuai Wang Xinyu Cao Heyuan                     | 1717        | Francja Vincent Polo Jean Quiquampoix Antoine Adamus            | 1717        | Rosja Andriej Poczepko Wiaczesław Pierełygin Aleksandr Marczew      | 1710        |
| Pistolet pneumatyczny, 10 m                          | Alexander Kindig                                                | 580+199,1   | Choe Bo-ram                                                     | 576+198,7   | Lauris Strautmanis                                                  | 577+177,8   |
| Pistolet pneumatyczny, 10 m, drużynowo               | Łotwa Lauris Strautmanis Emils Vasermanis Kristaps Smilga       | 1718        | Chiny Qian Fangheng Zhang Bowen Wu Jiayu                        | 1714        | Korea Południowa Choe Bo-ram Kang Tae-young Choi Su-yeol            | 1710        |
| Strzelanie do ruchomej tarczy                        |                                                                 |             |                                                                 |             |                                                                     |             |
| Ruchoma tarcza, 10 m                                 | Jani Suoranta                                                   | 568+7+6     | Mika Kinisjarvi                                                 | 562+6+4     | Razmik Minasian                                                     | 555+0+6     |
| Ruchoma tarcza, 10 m, drużynowo                      | Finlandia Jani Suoranta Mika Kinisjarvi Heikki Lahdekorpi       | 1678        | Rosja Arsienij Czefonow Jarosław Kliepikow Dmitrij Szagalin     | 1633        | Armenia Razmik Minasian Szant Sarksjan Howhannes Chaczatrian        | 1619        |
| Ruchoma tarcza, 10 m mix                             | Heikki Lahdekorpi                                               | 377         | Jani Suoranta                                                   | 375         | Dmitrij Szagalin                                                    | 373         |
| Ruchoma tarcza, 10 m, drużynowo mix                  | Finlandia Jani Suoranta Mika Kinisjarvi Heikki Lahdekorpi       | 1121        | Rosja Arsienij Czefonow Walerij Dawydow Dmitrij Szagalin        | 1071        | Armenia Razmik Minasian Szant Sarksjan Howhannes Chaczatrian        | 1062        |
| Ruchoma tarcza, 50 m                                 | Mika Kinisjarvi                                                 | 581         | Jesper Nyberg                                                   | 580         | Heikki Lahdekorpi                                                   | 576         |
| Ruchoma tarcza, 50 m mix                             | Mika Kinisjarvi                                                 | 386         | Heikki Lahdekorpi                                               | 383         | Benoit Germain                                                      | 380         |
| Strzelanie do rzutków                                |                                                                 |             |                                                                 |             |                                                                     |             |
| Skeet                                                | Gabriele Rosetti                                                | 123+15+15   | Stefanos Nikolaidis                                             | 118+16+13   | Phillip Jungman                                                     | 121+13+15   |
| Skeet, drużynowo                                     | Włochy Gabriele Rossetti Christian Benet Domenico Simeone       | 357         | Stany Zjednoczone Phillip Jungman Luis Gloria Christian Elliott | 349         | Wielka Brytania Ben Llewellin Jack Fairclough Stanley Boughan       | 347         |
| Trap                                                 | Ian O'Sullivan                                                  | 119+13+13   | Jack Wallace                                                    | 121+13+11   | Nathan Hales                                                        | 119+12+12   |
| Trap, drużynowo                                      | Włochy Andrea Boeri Alberto Belluzzo Luca Miotto                | 357         | Wielka Brytania Jack Wilkinson Nathan Hales Greg Trowell        | 356         | Czechy Josef Navratil Pavel Vanek Vladimir Stepan                   | 353         |
| Trap podwójny                                        | Andrea Vescovi                                                  | 134+28+29   | Ian Rupert                                                      | 137+28+28   | Anton Sliepuszkin                                                   | 136+28+28   |
| Trap podwójny, drużynowo                             | Rosja Anton Sliepuszkin Kirił Fokiejew Wiaczesław Juchimienko   | 395         | Włochy Andrea Vescovi Ignazio Tronca Jacopo Dupre de Foresta    | 393         | Stany Zjednoczone Ian Rupert Dale Royer Christian Wilkoski          | 391         |

### Juniorki
| Konkurencja                                          | Złoto                                                      | Wynik       | Srebro                                                      | Wynik       | Brąz                                                           | Wynik       |
| Strzelanie z karabinu                                |                                                            |             |                                                             |             |                                                                |             |
| Karabin małokalibrowy, trzy postawy, 50 m            | Pei Ruijiao                                                | 582+455,8   | Nina Christen                                               | 586+453,8   | Selina Gschwandtner                                            | 581+443,2   |
| Karabin małokalibrowy, trzy postawy, 50 m, drużynowo | Niemcy Selina Gschwandtner Nina Kreutzer Jolyn Beer        | 1736        | Szwajcaria Nina Christen Marina Bösiger Ladina Feuz         | 1735        | Chiny Pei Ruijiao Qiu Yehan Gao Chang                          | 1731        |
| Karabin małokalibrowy leżąc, 50 m                    | Ines Niewada                                               | 624         | Pei Ruijiao                                                 | 624         | Katherine Bridges                                              | 622         |
| Karabin małokalibrowy leżąc, 50 m, drużynowo         | Norwegia Jenny Vatne Sina Busk Karoline Hansen             | 1855,5      | Szwajcaria Marina Bösiger Ladina Feuz Renate Peters         | 1851,1      | Chiny Pei Ruijiao Qiu Yehan Gao Chang                          | 1850,0      |
| Karabin pneumatyczny, 10 m                           | Sarah Hornung                                              | 416,7+207,2 | Martina Ziviani                                             | 418,0+207,1 | Selina Gschwandtner                                            | 419,4+185,0 |
| Karabin pneumatyczny, 10 m, drużynowo                | Niemcy Selina Gschwandtner Nina Kreutzer Charleen Bänisch  | 1246,5      | Iran Najmeh Khedmati Fatemeh Karamzadeh Solmaz Nagiloo      | 1244,3      | Szwajcaria Sarah Hornung Vanessa Hofstetter Nina Christen      | 1243,2      |
| Strzelanie z pistoletu                               |                                                            |             |                                                             |             |                                                                |             |
| Pistolet sportowy, 25 m                              | Mathilde Lamolle                                           | 581+15+7    | Lin Yuemei                                                  | 583+16+1    | Lidia Nenczewa                                                 | 584+13+7    |
| Pistolet sportowy, 25 m, drużynowo                   | Chiny Lin Yuemei Cao Lijia Sun Kejing                      | 1722        | Francja Mathilde Lamolle Fanny Batier Alisson Gallien       | 1713        | Rosja Witalina Bacaraszkina Natalia Ordina Irina Sierebrianska | 1710        |
| Pistolet pneumatyczny, 10 m                          | Lin Yuemei                                                 | 380+199,8   | Witalina Bacaraszkina                                       | 383+198,2   | Anna Korakaki                                                  | 386+178,0   |
| Pistolet pneumatyczny, 10 m, drużynowo               | Polska Klaudia Breś Joanna Tomala Agata Nowak              | 1134        | Rosja Witalina Bacaraszkina Daria Łopatina Regina Rizwanowa | 1134        | Chiny Bai Xue Lin Yuemei Cao Lijia                             | 1132        |
| Strzelanie do ruchomej tarczy                        |                                                            |             |                                                             |             |                                                                |             |
| Ruchoma tarcza, 10 m                                 | Veronika Major                                             | 372+6+6     | Lilit Mkrcian                                               | 359+6+2     | Florence Louis                                                 | 340+3+7     |
| Ruchoma tarcza, 10 m mix                             | Veronika Major                                             | 368         | Saaida Taaeeb                                               | 353         | Nadieżda Gusiewa                                               | 342         |
| Strzelanie do rzutków                                |                                                            |             |                                                             |             |                                                                |             |
| Skeet                                                | Dania Vizzi                                                | 72+13+13    | Katrin Wieslhuber                                           | 67+14+12    | Barbora Šumová                                                 | 68+11+13    |
| Skeet, drużynowo                                     | Stany Zjednoczone Dania Vizzi Sydney Carson Hannah Houston | 204         | Czechy Barbora Sumova Jitka Peskova Radka Mancikova         | 193         | Chiny Yu Tianyuan Che Yufei Liu Huan                           | 188         |
| Trap                                                 | Julia Tugołukowa                                           | 70+14+13    | Valeria Raffaelli                                           | 70+14+13    | Serdağ Kandıra                                                 | 71+12+14    |
| Trap, drużynowo                                      | Włochy Lisa Marzo Valeria Raffaelli Alessia Iezzi          | 211         | Chiny Jiang Lifang Deng Weiyun Liu Hui                      | 196         | Rosja Julia Tugołukowa Jekatierina Subbotina Zoja Chochłowa    | 192         |